# Plowden Weston
Plowden Charles Jennet Weston (* 1819 in South Carolina; † 25. Januar 1864 in Columbia, South Carolina) war ein US-amerikanischer Politiker. Zwischen 1862 und 1864 war er Vizegouverneur des South Carolina.

## Werdegang
Plowden Weston entstammte einer reichen Familie, die ihr Vermögen mit Reisplantagen gemacht hatte. Er verbrachte seine ersten Jahre auf der Laurel-Plantage, wo er von einem englischen Privatlehrer unterrichtet wurde. Im Alter von zwölf Jahren wurde er nach England geschickt, um dort an der University of Cambridge zu studieren. Dort lernte er später auch seine zukünftige Frau Emily kennen, die er 1847 heiratete. Als Hochzeitsgeschenk erhielten sie die Hagley-Plantage. In der Folge bewirtschaftete er dieses Anwesen. Er wurde einer der reichsten Männer South Carolinas und war einer der größten Sklavenhalter seiner Heimat. Seit 1844 besaß er auch ein Strandhaus auf Pawleys Island. Dort verbrachte die Familie die Sommermonate. Ende der 1850er Jahre sorgte sich Weston ernstlich um die Zukunft seiner Heimat und seiner eigenen Existenz. Er sah den Konflikt zwischen dem Norden und dem Süden als ernste Gefahr und stellte sich zunächst gegen einen Austritt South Carolinas aus der Union. Als dieser Schritt dann doch vollzogen war, stellte er sich bedingungslos hinter die Sache der Konföderation. Zu Beginn des Bürgerkrieges stellte er eine Kompanie der Staatsmiliz auf, die er als Hauptmann kommandierte. Er blieb mit seiner Einheit in South Carolina stationiert und nahm daher an keinen militärischen Auseinandersetzungen teil. Im Jahr 1862 erkrankte er an Tuberkulose. Daraufhin musste er den Militärdienst quittieren.
Politisch war Weston Mitglied der Demokratischen Partei. Als Ausgleich für seine verlorene Stelle beim Militär wurde er im Jahr 1862 von der South Carolina General Assembly an der Seite von Milledge Luke Bonham zum Vizegouverneur seines Staates gewählt. Dieses Amt bekleidete er zwischen dem 17. Dezember 1862 und seinem Tod am 25. Januar 1864. Dabei war er Stellvertreter des Gouverneurs. Er starb an Tuberkulose, die seine Gesundheit während seiner letzten Lebensmonate immer mehr untergrub.